# Матчинский, Иван Васильевич
Ива́н Васи́льевич Матчи́нский (20 августа (1 сентября) 1847 (в некоторых источниках 1848), Кирсанов, Тамбовская губерния, ныне Тамбовская область — ?) — оперный певец (бас), а также камерный певец, педагог и антрепренёр. Обладал звучным, сильным ровным голосом густого мягкого тембра и широкого диапазона, безупречной техникой, драматическим дарованием.

## Биография
Учился в Тамбовской гимназии и духовной семинарии, преподавал древние языки и пение в Барнаульском духовном училище. В 1870 поступил в Петербургскую медико-хирургическую академию, но вскоре из-за болезни и отсутствия средств к существованию был вынужден уйти.
В 1871—1876 гг. обучался пению в Петербургской консерватории (класс К. Эверарди), по окончании которой дебютировал в Харьковской опере (антреприза Ф. Бергера). В 1876—1880 солист петербургского Мариинского театра. В 1881—1883 совершенствовался в вокальном искусстве в Италии у Дж. Ронкони; одновременно выступал в Генуе, Флоренции, Милане («Ла Скала») и других городах. Ненадолго вернулся в Харьковскую оперу, но уже в январе 1885 года дебютировал на сцене Большого театра в Москве в партии Сусанина («Иван Сусанин» М. И. Глинки). В течение 1885—1901 гг. солист Большого театра. В 1901—1903 пел в петербургском Народном доме, в 1903—1905 — в Томске. Получил звание «Заслуженный артист императорских театров». В 1889 году организовал оперную труппу, с которой в летние месяцы гастролировал по провинциальным городам России с операми «Жизнь за царя», «Русалка», «Демон» А. Рубинштейна, «Аида», «Фауст», «Гугеноты», «Риголетто», а также концертировал во многих российских городах.
С 1893 года преподавал пение в московском Александровском институте, с 1900 — в одном из московских детских приютов. В 1903—1905 профессор пения в Томске, с 1905 — в Ярославском музыкальном отделении.
Автор двух романсов («Я так люблю тебя» и «О, как я счастлив») и восьми духовных песнопений.

## Оперные партии
- Сусанин — «Жизнь за царя» М. Глинки
- Мельник — «Русалка» А. Даргомыжского
- Руслан — «Руслан и Людмила» М. Глинки
- Чуб — «Кузнец Вакула» (первая редакция оперы «Черевички»), 1-й исполнитель
- Малюта Скуратов — «Купец Калашников» А. Г. Рубинштейна
- Пацюк — «Рождественская ночь»
- Чуб — «Черевички» П. И. Чайковского
- Резвый — «Воевода» П. И. Чайковского
- Баптист — «Корделия» Н. Ф. Соловьева, 1-я редакция
- Нарумов — «Пиковая дама» П. И. Чайковского
- Масленица — «Снегурочка» Н. А. Римского-Корсакого
- Куравар — «Лакме» Л. Делиба
- Горги — «Маккавеи» Рубинштейна
- Приам — «Троянцы в Карфагене» Г. Берлиоза
- Демон — «Демон» А. Рубинштейна
- Орлик — «Мазепа» П. И. Чайковского
- Дон Базилио — «Севильский цирюльник» Дж. Россини
- Мефистофель — «Фауст» Ш. Гуно
- Милорд — «Фра-Дьяволо, или Гостиница в Террачине» Обера
- Марсель — «Гугеноты» Дж. Мейербера

и другие.

## Камерный репертуар
Камерный репертуар певца включал произведения М. Глинки, П. Чайковского, Ц. Кюи, И. Геништа, Лишина, В. Беллини, Дж. Верди, Р. Шумана и т. д.